# 双鳍鲸属
双鳍鲸属（学名：Amphiptera）是鲸下目下的一个属。科的地位未定。

## 下属物种
本属包括以下物种：
- 太平洋双鳍鲸 Amphiptera pacifica Giglioli, 1870